# Qaraçı
Qaraçı är en ort i Azerbajdzjan.   Den ligger i distriktet Xaçmaz Rayonu, i den nordöstra delen av landet, 150 km nordväst om huvudstaden Baku. Qaraçı ligger 30 meter över havet och antalet invånare är 785.
Terrängen runt Qaraçı är lite kuperad. Närmaste större samhälle är Xaçmaz, 3,4 km nordväst om Qaraçı.
Trakten runt Qaraçı består till största delen av jordbruksmark. Runt Qaraçı är det ganska tätbefolkat, med 80 invånare per kvadratkilometer.